# محلل طيف

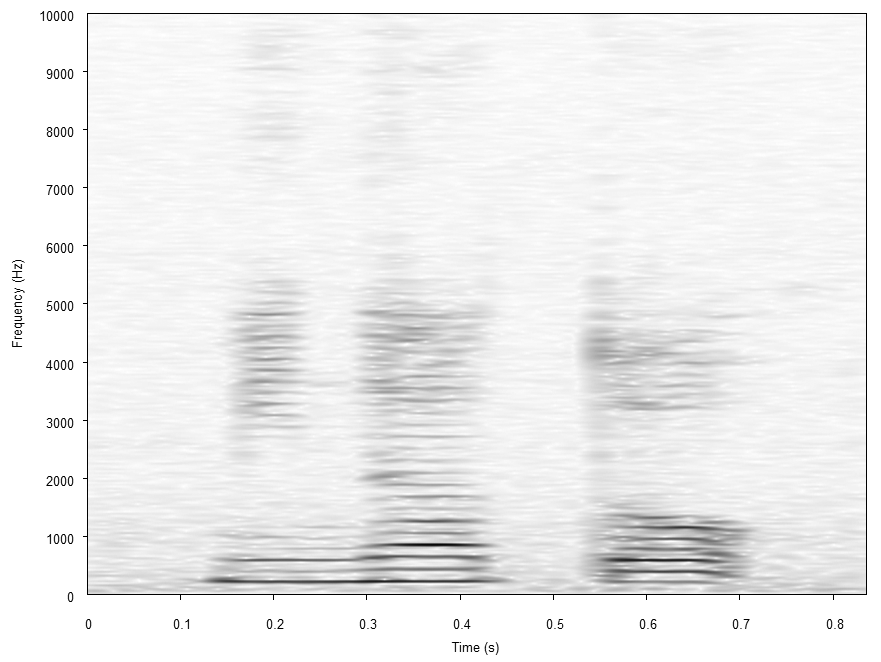
لطيفية الصوتي للكلمة تحدث طوكيو اليابانية minato

محلل الطيف ويتم تحليل الطيف عن طريق محلل الترددات الطيفية وهي اداة تستخدم لدرسة تكوين الاطياف الكهربية أو الصوتية أو البصرية الموجية
وهناك اجهزة تحليل الطيف أخرى وتكون إلكترونية ورقمية.

## الطيف بين المحلل ووظائفة
وهناك وظائف معينة وضوابط للطيف منها
التردد
وهو الذي يسمح لتحديد نوافذ الترددات وتصوررها في شاشه
ماركر
وهو الذي يسيطر على الموقف وظيفة وعلامات تدل على قيمة السلطة.
باندوتز
وهو مرشح للقرار. وومحلل للطيف ويجسد التدبير على المشردين في مرشح الصغيرة وهو باندوتز ويكون طول نافذة الترددات.
مدى التردد
وهو الحد الأقصى للقيمة في الإشارة إلى هذه النقطة

## الاستخدامات الصوتية
يستخدم في عزل الصوت تحويل طيف سليم الموجة إلى سليم الطيفية
أول الاطياف الصوتية وضعت خلال الحرب العالمية الثانية في مختبرات بيل الهاتف
وكان يستخدم على نطاق واسع في علم الكلام، الصوتيات والسمع والبحث قبل أن يتم حل محله تقنيات معالجة الإشارات الرقمية.

## استخدامات الترددات اللاسلكية
يستخدم تحليل الطيف على نطاق واسع لقياس وتيرة وردا على ذلك، والضوضاء وتشويه خصائص كل أنواع دوائر الترددات اللاسلكية، من خلال المقارنة بين المدخلات والمخرجات الأطياف

## انظر
- صورة طيفية
- مطياف رامان السطحي المحسن
- طيف (علوم فيزيائية)